# 塩路
塩路（しおじ）とは、宮崎県宮崎市内の地名。正式には「宮崎市大字塩路」の表記となる。住吉地域自治区に属している。郵便番号は880-0122。

## 地理
宮崎市の東北部、住吉地域自治区に属する。東側は日向灘に面し、東部は防風林の松林からなる。シーガイア（フェニックスカントリークラブ）の北半分が同地に属するほか、宮崎市フェニックス自然動物園が設置されている。西部は農地・住宅地に供用される。
北を佐土原町下那珂、南を山崎町・阿波岐原町、西を大字芳士、島之内と接する。一部島之内内に飛び地を持つ。

## 歴史
- 1889年（明治22年）5月1日 - 町村制の施行により、北那珂郡広原村・島ノ内村・新名爪村・芳士村・塩路村の区域をもって住吉村が発足。
- 1896年（明治29年）4月1日 - 住吉村の所属郡が宮崎郡に変更。
- 1957年（昭和38年）10月1日 - 住吉村が宮崎市に編入。大字塩路が成立する。
- 2006年（平成18年）1月1日 - 旧・住吉村が住吉地域自治区となる。

## 世帯数と人口
2023年（令和5年）8月1日現在の世帯数と人口は以下の通りである。
| 町丁     | 世帯数  | 人口   |
| -------- | ------- | ------ |
| 大字塩路 | 553世帯 | 1082人 |

## 小・中学校の学区
市立小・中学校に通う場合、学区は以下の通りとなる。
| 町名           | 小学校               | 中学校             |
| -------------- | -------------------- | ------------------ |
| 大字塩路の一部 | 宮崎市立住吉小学校   | 宮崎市立住吉中学校 |
| 大字塩路の一部 | 宮崎市立住吉南小学校 | 宮崎市立住吉中学校 |

## 交通

### バス
宮交グループの運営するバスが営業している。

### 道路
- 宮崎県道10号宮崎インター佐土原線
  - 一ツ葉道路北線（北線料金所 - 一ッ葉PA - シーガイアIC）
- 宮崎県道11号宮崎島之内線
- 宮崎県道372号塩路佐土原線

## 施設
- シーガイア
  - フェニックスカントリークラブ
- 宮崎市フェニックス自然動物園
- 住吉神社
- 宮崎交通宮崎北営業所